# Pseudocentrum bursarium
Pseudocentrum bursarium är en orkidéart som beskrevs av Heinrich Gustav Reichenbach. Pseudocentrum bursarium ingår i släktet Pseudocentrum och familjen orkidéer. Inga underarter finns listade i Catalogue of Life.